# Westtangente Landshut
Die Westtangente Landshut ist eine seit den sechziger Jahren geplante städtische Verbindungsstraße, die zum einen den Landshuter Westen besser anbinden und zum anderen zur Entlastung des innerstädtischen Verkehrs in Landshut beitragen soll. Sie wird auch Umfahrung Landshut West, Anbindung West, Erschließungsstraße West, Quartiersanbindung oder Spange bzw. Westanbindung genannt. Diskutiert und geplant wurden seit den 1960er Jahren unterschiedlichste Formen der Anbindung wie auch Trassenverläufe. Ein Beschluss des Stadtrates zur Errichtung einer solchen Verbindungsstraße wurde 2012 durch einen Bürgerentscheid gestoppt. Ein Planfeststellungsverfahren wurde bisher nicht eingeleitet.

## Geschichte
Erste Planungen und Diskussionen um eine Westtangente Landshut entstammen den 1960er Jahren. Während der Amtszeit von Oberbürgermeister Josef Deimer war sie regelmäßig Thema. Am 27. März 1998 hatte sich der Stadtrat in einem Sonderplenum dafür ausgesprochen, eine innere Westtangente zu realisieren und eine äußere Trasse freizuhalten. Am 9. Oktober 2008 beauftragte der Bau- und Verkehrssenat die Verwaltung mit der Durchführung weiterer Planungsschritte. Von mehreren Ingenieurbüros wurden folgende Untersuchungen durchgeführt:
- eine Machbarkeitsstudie,
- eine Verkehrsuntersuchung,
- ein schalltechnisches Gutachten,
- eine Raumempfindlichkeitsuntersuchung und
- ein lufthygienisches Gutachten.

Unter dem Bürgermeister Hans Rampf wollte der Stadtrat das Projekt einer Westtangente realisieren, scheiterte aber bei einem Bürgerentscheid. Ende März 2009 war hierzu dem Bausenat der Stadt Landshut von einem Ingenieurbüro eine Machbarkeitsstudie für eine innere und sieben äußere Varianten einer Westtangente vorgelegt worden. Diese wurde im Bausenat mehrfach beraten. 2010 folgten weitere Untersuchungen zu diesen Trassenvorschlägen hinsichtlich Trasseführung und Auswirkungen auf Mensch, Natur und die jeweilige Verkehrswirksamkeit. Ein Jahr später wurde das Ergebnis einer Machbarkeitsstudie mit Raumempfindlichkeitsuntersuchung vorgestellt.
| Datum         | Thema                             |
| ------------- | --------------------------------- |
| 2009          | Westtangente                      |
| 28. Juni 2011 | Aufzeigen verschiedener Varianten |

Im Juni 2011 folgte ein Bürger-Treff mit Oberbürgermeister Rampf, um die verschiedenen Trassen den Bürgern vorzustellen. Am Termin am 28. Juni nahmen zirka 400 interessierte Bürger teil. Auf der wenige Tage danach folgenden Stadtratssitzung sollten mehrere Referenten weitere Details erläutern und erste Beschlüsse durch das Gremium getroffen werden. Zentrale Punkte der Beschlussvorlage waren:
- Die Variante 7 (äußere Westumfahrung) wird den weiteren Planungen zugrunde gelegt.
- Die erforderlichen Schritte für ein Planfeststellungsverfahren werden eingeleitet.
- Die Trasse der Variante 1 (innere Westumfahrung) wird weiterhin frei gehalten.

Auf Antrag der CSU-Fraktion wurde der Tagesordnungspunkt vertagt und in eine zweite Lesung geschickt.
Gegen dieses Vorhaben regte sich in der Bevölkerung Widerstand und es gründete sich eine Bürgerinitiative „Pro Lebensraum Landshut – contra Westtangente“, die umgehend Unterschriften für ein Bürgerbegehren sammelte.
Mitte Juli 2011 signalisierte die CSU-Fraktion ihre Zustimmung zu einem Bürgerentscheid als Ratsbegehren zu folgenden Fragestellungen:
- „Sind Sie dafür, dass die Stadt Landshut die weiteren Schritte zur Realisierung der Variante 7 der äußeren Westanbindung betreibt?“
- „Sind Sie dafür, dass die Stadt Landshut die weiteren Schritte zur Realisierung der Variante 1 (innere Westanbindung) betreibt?“[10]

Auf seiner Sitzung am 29. Juli 2011 beschloss dann der Stadtrat:
- keine Weiterverfolgung einer inneren Westtangen (mit 23:17 Stimmen);
- Einleiten eines Planfeststellungsverfahrens für die Variante 7 explizit ohne die Anbindung der Klötzlmüllerstraße (mit 25:16 Stimmen) sowie
- die Bereitstellung der notwendigen Mittel für ein Planfeststellungsverfahren mit dem Haushalt 2012 (mit 24:14 Stimmen).

Die Forderung von CSU und FDP, hierfür einen Bürgerentscheid als Ratsbegehren durchzuführen, wurde abgelehnt (mit 18:23 Stimmen). Am 14. Oktober 2012 fand dann ein von der Bürgerinitiative initiierter Bürgerentscheid statt, der eine Ablehnung des Vorhabens als Ergebnis hatte.
Auf der Tagesordnung des Umweltsenats stand am 1. Dezember 2014, der Lärmaktionsplan der Stadt Landshut. Eine Westtangente sollte darin als lärmmindernde Maßnahme mit aufgenommen werden.
Im Juni 2015 nahm das Dialogforum Ost-Süd-Umfahrung Landshut im Zuge der B15neu seine Arbeit auf, auf dessen beiden ersten Sitzungen (22. Juni 2015 und 5. Oktober 2015) unterschiedliche Trassenvarianten für eine Ost-Süd-Umfahrung Landshut auch unter Einbeziehung und in Kombination mit verschiedenen Varianten einer Westumfahrung Landshut diskutiert wurden. Auf der dritten und vierten Sitzung beschränkte man sich aber hinsichtlich der weiter zu untersuchenden Trassen auf Varianten ohne eine Westumfahrung Landshut.
Im März 2016 gab es Bestrebungen einiger Stadträte einen Korridor für eine Westtangente in den Regionalplan für Grünzüge aufzunehmen.
Schon vor seinem offiziellen Amtsantritt am 1. Januar 2017 führte der neue Oberbürgermeister von Landshut, Alexander Putz, diesbezüglich erste Gespräche für einen Neuanlauf in Sachen Westtangente, um dann im Amt rasch ein neues Bürgerbegehren auf den Weg zu bringen. Am 14. November 2016 war dies bereits Thema bei einem Treffen mit der Fraktion der Freien Wähler. Mitte November folgte hierzu auch ein Gespräch mit der Landshuter Mitte. Bei seinem Antrittsbesuch bei Landrat Peter Dreier Ende Januar 2017 brachte er eine Westtangente bis zur B 15 zur Sprache. Jener hatte sich Ende Dezember 2016 offen für eine solche Umgehung gezeigt, da „ein leistungsfähiger Landkreis auch leistungsfähige Verkehrsadern benötige“.
Bei einer Neuauflage eines Bürgerentscheides zur Westtangente konnten sich am 24. September 2017 die Befürworter eines Baus mit 61,59 % (20.533 Stimmen) durchsetzen, was 37,68 % der Wahlberechtigten entspricht.

### Bürgerentscheid 2012
Gegen die Pläne der Stadtverwaltung regte sich starker Widerstand und es formierte sich eine Bürgerinitiative mit dem Namen „Pro Lebensraum Landshut Contra Westtangente“. Diese begann im Juli 2011 Unterschriften für ein Bürgerbegehren zu sammeln. Sie begründete das Bürgerbegehren wie folgt:
- massive Beeinträchtigung des Naherholungsgebietes in den Isarauen,
- mangelnde Plausibilität der zu Grunde liegenden Erwartungen zum Bevölkerungswachstum,
- hohe Lärm- und Feinstaubbelastung durch die Zerschneidung eines Wohngebietes im Falle einer inneren Westumfahrung,
- Entwertung der in der Nähe befindlichen Immobilien durch die Lärmausbreitung im Falle einer äußeren Westumfahrung,
- schlechtes Kosten-Nutzen-Verhältnis,
- keine Entlastung vom Durchgangsverkehr mangels Anbindung nach Norden und Süden,
- hohe Kosten für die Errichtung und den Unterhalt.

Für ein erfolgreiches Bürgerbegehren müssen 6 Prozent der Wahlberechtigten unterschreiben. Damit auch der anschließende Bürgerentscheid zu einem gültigen Ergebnis führt, müssen dann 15 Prozent der Wahlberechtigten abstimmen.
Am 23. Januar 2012 überreichten die Vertreter der Bürgerinitiative mehr als 3500 Unterschriften an Oberbürgermeister Rampf. Am 3. und 6. Februar wurden noch einmal 72 gültige Unterschriften nachgereicht. Insgesamt lagen damit 3037 gültige Unterschriften vor. Mitte Februar 2012 lehnte der Stadtrat (mit 23:17 Stimmen) das Bürgerbegehren als unzulässig ab (Koppelungsverbot zweier Sachverhalte in der Fragestellung sowie Zustandekommen der gesammelten Unterschriften). Außerdem beschloss man nun doch ein Ratsbegehren (mit 29:11 Stimmen) durchzuführen. Gegen die Ablehnung des Bürgerbegehrens legte die Bürgerinitiative am 6. März rechtliche Mittel durch Einreichen einer Klage beim Verwaltungsgericht Regensburg ein.
Auf der Stadtratssitzung Mitte März 2012 war zunächst strittig, ob ein Informationsblatt der Stadtverwaltung zum Vorhaben einer Westtangente erstellt werden soll. Mit 23:14 Stimmen wurde dies dann verabschiedet. Es wurde in Eigenregie der Stadt Landshut ohne Beteiligung der Bürgerinitiative erstellt. Gegen dieses Vorgehen hatte die Bürgerinitiative keine rechtlichen Schritte eingeleitet.
Am 11. Juli 2012 entschied das Verwaltungsgericht Regensburg, dass das Bürgerbegehren mit der Fragestellung „Sind Sie für die Erhaltung des Naherholungsgebiets Isarauen westlich von Landshut und gegen den Bau einer Westanbindung?“ zuzulassen ist. Von Seiten der Stadt wurde erklärt, das Urteil zu akzeptieren. Mit der Stadtratssitzung am 20. Juli war dann das Thema eines Ratsbegehrens vom Tisch.
Am 14. Oktober fand dann der Bürgerentscheid zur Westtangente gekoppelt mit einem Bürgerentscheid zu einem Burgaufzug in Landshut statt. Für einen Entscheid im Sinne der gestellten Frage war eine Zustimmung von 15 Prozent der damals 50.444 Stimmberechtigten notwendig, was mindestens 7.566 Einwohnern entsprach.
46 Prozent stimmten für und 54 Prozent gegen den Bau einer Westtangente. Beim damaligen Bürgerentscheid, war kein Einvernehmen mit dem Landkreis zu erzielen. Dieser hat aber 2017 keine rechtliche Bindewirkung mehr.

### Bürgerentscheid 2017
Für die Zulassung der beiden Bürgerentscheide wurden jeweils etwa 3.270 Unterschriften benötigt. Diese fanden am 24. September 2017 zusammen mit der Bundestagswahl statt. Gesetzlich ist dies nicht vorgesehen aber durch eine Ausnahmegenehmigung des Bayerischen Staatsministeriums des Innern, für Bau und Verkehr möglich. Bei Durchführung besteht die Möglichkeit eines widersprüchlichen Ergebnisses. Nach Artikel 18, Absatz 12 der Gemeindeordnung ist in einem solchen Fall eine Stichfrage notwendig.
Die Fragestellungen zu den beiden Bürgerentscheiden sind wie folgt:
- Bürgerbegehren „Pro Westtangente“: Sind Sie dafür, dass die Stadt Landshut unverzüglich alle rechtlich zulässigen Maßnahmen ergreift, um den Bau einer Entlastungsstraße am westlichen Stadtrand von Landshut umzusetzen? Ja / Nein
- Bürgerbegehren „Contra Westtangente“: Sind Sie für die Erhaltung des Naherholungsgebietes Isarauen und Flutmulde im Westen von Landshut und gegen den Bau einer Westverbindung durch dieses Gebiet? Ja / Nein
- Stichfrage für den Fall, dass sich die Antworten aus beiden Bürgerentscheiden nicht vereinen lassen: Welche Entscheidung soll gelten? „Bau Westtangente“ / „kein Bau Westtangente“

Wahlberechtigt waren rund 54.500 Personen (deutsche Staatsangehörige wie auch solche anderer EU-Mitgliedsstaaten). Stichtag für die Feststellung der Wahlberechtigung war der 20. August 2017. Damit das Ergebnis der Bürgerentscheide Gültigkeit erlangt, ist ein Quorum von mindestens 15 Prozent der Wahlberechtigten notwendig, was 8.229 Personen entspricht. Bereits vor der Abstimmung zeichnete sich ein großes Interesse hierfür ab, denn für die drei Bürgerentscheide wurden 12.385 Briefwahlanträge gestellt.
Datenmaterial zur geplanten Westtangente legte die Stadtverwaltung am 18. August 2017 im Feriensenat vor. Ein am 8. August von den Grünen beantragtes Sonderplenum wurde damit nicht in Betracht gezogen.
Gemäß Schnellmeldung der Stadt Landshut zu den Bürgerentscheiden am 24. September 2017 stimmten die Wahlberechtigten wie folgt ab:
- Bürgerbegehren 1 pro Westtangente: Ja 66,95 % (22.059 Stimmen) / Nein 33,05 % (10.889 Stimmen)
- Bürgerbegehren 2 contra Westtangente: Ja 53,37 % (15.328 Stimmen) / Nein 46,63 % (13.394 Stimmen)
- Stichfrage: für einen Bau 61,59 % (20.533 Stimmen) / gegen einen Bau 38,41 % (12.804 Stimmen)

Es wurde jeweils das notwendige Quorum erreicht. Für beide Bürgerbegehren fanden sich jeweils Mehrheiten. Durch Stichfrage wurde für den Bau einer Westtangente entschieden.
In zehn von elf Stadtteilen von Landshut wurde die Stichfrage dabei für den Bau einer Westtangente entschieden. Lediglich im Stadtteil West setzen sich die Gegner mit einem knappen Ergebnis von 50,75 % durch. Ebenso knapp (50,5 %) setzten sich die Befürworter in Münchnerau durch. Die Trasse 7 beginnt im Stadtteil Münchnerau und führt dann im Wesentlichen durch den Stadtteil West. Den stärksten Anteil an Befürwortern gab es im Stadtteil Frauenberg mit 69,92 %.

#### „Stopp den Stau“
Auf Initiative der Freien Wähler Landshut hat sich am 28. Januar 2017 ein Bündnis mehrerer Stadtratsfraktionen zusammengetan, um erneut einen Bürgerentscheid zu einer Westumfahrung Landshut anzustreben. Zu dieser Initiative zählen Stadträte der:
- Freien Wähler,
- CSU,[52]
- FDP,
- Landshuter Mitte,
- BfL/UL (Bürger für Landshut/Unabhängige Liste),
- die Bayernpartei und
- die Junge Liste Landshut.[53]

Die Unterschriftensammlung für das Bürgerbegehren wurde unter dem Titel „Äußere Westumfahrung zur Verbesserung der Verkehrssituation in der Stadt Landshut“ im Januar 2017 gestartet. In einem Flugblatt und auf der Homepage der Initiative, der Träger des Bürgerbegehrens wird es wie folgt begründet:
- steigende Bevölkerungszahl und damit auch Zunahme des PKW-Bestandes in der Stadt Landshut,
- bestehende Brücken über die Isar sind für die steigende Verkehrsbelastung nicht ausreichend,
- Reduktion von Schadstoff-, Lärmbelastung und Anzahl an Verkehrsunfällen
- Ergänzung einer Ost-Süd-Umfahrung Landshut durch eine Westumfahrung Landshut und
- eine deutliche Verbesserung der verkehrlichen Situation in Landshut z. B. in Hinsicht auf den Neubau der Realschule, Fahrtzeitersparnissen, Durchkommen für Rettungsdienste und die Anbindung des Landshuter Westens (neues Gewerbe- und Wohngebiet in der Münchnerau)

Unterstützt wird eine Westumfahrung Landshut auch vom neuen Oberbürgermeister der Stadt Landshut, Alexander Putz. Die SPD steht einer Westtangente mit Anschluss an die Bundesstraße 15 zwar positiv gegenüber, will aber das Bürgerbegehren nicht aktiv unterstützen.
Weitere Organisation, die das Bürgerbegehren unterstützen sind:
- Bürger-Initiative Freie Fahrt (BIFF)[56]

Bis Mitte Mai 2017 konnte die benötigte Mindestzahl an Unterschriften gesammelt werden. Am 19. Juni 2017 wurden 4442 Unterschriften – davon 4.030 gültig – an Oberbürgermeister Putz übergeben. Das Quorum zu diesem Stichtag waren 3264 Unterschriften. Am 7. Juli 2017 befand der Stadtrat das Bürgerbegehren für zulässig.
Am 11. Juli konkretisierten die Fraktionen von CSU und Junge Liste – Bürger für Landshut ihre Vorstellungen zum Bau einer Westumfahrung dahingehend, dass für eine Verlängerung derselben durch die Gemeinden Tiefenbach und Kumhausen für einen Ringschluss rund um Landshut eine Beteiligung des Landkreises an der Planung und Finanzierung Voraussetzung für eine Realisierung seien.

#### „Pro Lebensraum Isarau und Flutmulde – contra Westtangente“
Als Contrapunkt zur Initiative für den Bau einer Westtangente Landshut gründete sich im März eine Bürgerinitiative mit dem Namen „Pro Lebensraum Isarau und Flutmulde – contra Westtangente“, die ebenfalls einen Bürgerentscheid herbeiführen möchte, mit dem Ziel, den Bau einer Westtangente zu verhindern.
Begründet wird dieses Bürgerbegehren wie folgt:
- Schutz des Auwaldes mit seiner Tier- und Pflanzenwelt,
- Erhalt des Naherholungsgebietes „Obere Isarau und Flutmulde“,
- keine spürbare Entlastung des innerstädtischen Verkehrs
- Zunahme des Verkehrs aus dem Westen,
- neue Staus durch Verkehrsverlagerung z. B. an Einmündungen zur Luitpoldstraße und am Kupefereck,
- geringes Kosten-/Nutzenverhältnis,
- Bindung von Haushaltsmitteln, die für andere Maßnahmen benötigt werden,
- hohe Folgekosten sowie
- Entwertung der betroffenen Immobilien durch erhöhten Lärm.

Gefordert wird von der Stadt Landshut die Erarbeitung eines klimafreundlichen Gesamtverkehrskonzeptes unter Einbeziehung der umliegenden Gemeinden mit gleichwertiger Berücksichtigung von ÖPNV, Fahrradfahrern, Fußgängern (Stadt der kurzen Wege!).
Für ein entsprechendes Bürgerbegehren sammelt auch sie die hierfür notwendigen Unterschriften. Diese Initiative wird getragen von Bürgern und vom Bund Naturschutz (BN). Bis Mitte Mai hatte sie die Hälfte der benötigten Unterschriften zusammen. Bis Ende Juni waren mehr als 3500 Unterschriften zusammengekommen. Die Sammlung läuft noch bis Anfang Juli. Die Übergabe der 4260 Unterschriften an Oberbürgermeister Putz fand am 11. Juli 2017 statt. Am 28. Juli 2017 befand der Stadtrat das Bürgerbegehren für zulässig.

## Verlauf und Anschlussstellen
Oft wird die Westtangente Landshut auch in Bezug zu zwei weiteren Verkehrsprojekten gesetzt: Ost-Süd-Umfahrung Landshut/Bundesstraße 15n und Osttangente Landshut.
Im Vorfeld des Bürgerentscheids von 2012 waren insgesamt acht Trassenvarianten untersucht worden (7 äußere Umgehungen und 1 innere Umgehung). Die Raumempfindlichkeitsuntersuchung hatte „die erwartete Gesamtbelastung“ bezogen auf die Schutzgüter „Mensch, Tiere und Pflanzen, Boden, Wasser, Landschaft und Erholung“ als „hoch“ eingestuft – in fünf Fällen sogar als „sehr hoch“. Alle sieben Trassen hatten ihren Startpunkt an der Theodor-Heuss-Straße und endeten an der Bundesstraße 11. Bei den Kosten handelt es sich um Schätzungen.
Variante 1 (innere Umgehung)
Länge: 870 m

Lage: Beginn an der Kreuzung Klötzlmüllerstraße/Obere Liebenau, Anbindung an B 11 auf Höhe des Klausenbergs (zur Hälfte im Wohngebiet)

Brücken: über Hammerbach und Isar

Variante 2 (äußere Umgehung)
Länge: 2,7 km

Lage: Beginn nähe Prof.-Scholl-Straße

Brücken; Flutmulde (300 m), Isar (675 m), Hammerbach

Variante 3 (äußere Umgehung)
Länge: 2,5 km

Lage: Trasse erfasst im Flächennutzungsplan, Beginn nähe Fuggerstraße

Brücken: aufgeständert über Flutmulde

Variante 4 (äußere Umgehung)
Länge: ? km

Lage: Beginn nähe Gewerbegebiet Münchnerau; geradlinige Anbindung über Flutmulde und Isar an die B 11

Variante 5 (äußere Umgehung)
Länge: 2,7 km

Lage: Beginn bei der Kreuzung mit Prof.-Scholl-Straße, direkteste Verbindung zwischen Staats- und Bundesstraße

Brücken: Flutmulde, Isar
Variante 6 (äußere Umgehung)
Länge: ? km

Lage: Beginn nähe Fuggerstraße; da in der Flutmulde geführt bei Hochwasser nicht passierbar

Variante 7 (äußere Umgehung)
Länge: 2,46 km

Flächenverbrauch: 6,3 Hektar (1,6 Hektar zusammenhängende Waldflächen)

Lage: Beginn nähe Fuggerstraße

Brücken: Flutmulde (680 m), Isar (280 m), Klötzlmühlbach (15 m)
Variante 8 (äußere Umgehung)
Länge: ? km

Lage: Beginn an der Kreuzung Fragnerstraße

Die Raumempfindlichkeitsuntersuchung hatte ergeben, „die Varianten 1, 7 und 8 planerisch weiter zu verfolgen“.

### Trasse des Bürgerentscheids 2012
Dem Bürgerentscheid lag die „Variante 7“ zu Grunde, die vom Stadtrat verabschiedet worden war. Auf Seiten des Landkreises waren damals die Gemeinden Tiefenbach und Kumhausen tangiert.

### Dialogforum Ost-Süd-Umfahrung Landshut
Im Dialogforum wurden 2015 verschiedene Trassenvarianten diskutiert, bei denen sowohl stadtnahe als auch eine stadtferne Westumfahrung eine Rolle spielten. Im Detail wurden folgende Varianten diskutiert:

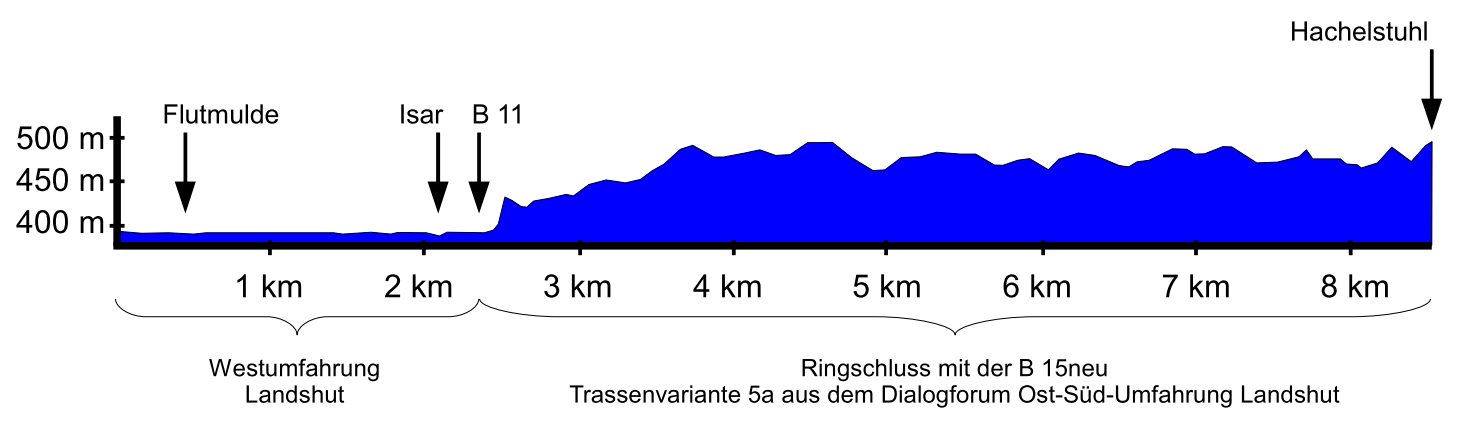
Höhenprofil der Westtangente Landshut mit Weiterführung als Ringschluss zur B 15neu (Ost-Süd-Umfahrung Landshut) basierend auf der Variante 5a des Dialogforums

- 3: Hierbei wird die B 15neu vom Autobahnkreuz mit der A 92 bei Ohu im Versatz über die A 92 weitergeführt. Südlich der Anschlussstelle Landshut-West ist eine zusätzliche Anschlussstelle Münchnerau einzurichten. Von dort aus wird sie als dreistreifige West-Ost-Umfahrung nach Süden geführt. Nach dem Brückenschlag über die Isar geht es in einem Tunnel durch die Isarhangleite westlich an Tiefenbach vorbei. In Höhe Hachstuhl kreuzt sie die B 15, führt weiter durch das Vilstal hindurch und schließt bei Asbach/Kreuzfeld Nähe Geisenhausen an die B 299 an, um nach Geisenhausen über die Raumordnungstrasse der B 15neu weitergeführt zu werden. Zur Realisierung dieser Versatzlösung wird ein 16,8 km langer sechsstreifiger Ausbau der A 92 als erforderlich erachtet, wegen des Anstieges auf der A 92 in Höhe von Altdorf. Dieser beträgt dort je nach Fahrtrichtung 2,3 bis 2,4 Prozent (zum Vergleich: im Bereich der geplanten Tunnel bei Eisgrub ist ein Anstieg im Gelände von zirka 4 Prozent zu überwinden.).
- 4: Diese Variante entspricht 3 ergänzt um eine zweistreifige Osttangente.
- 5a: Hier wird die B 15neu vom Autobahnkreuz mit der A 92 bei Ohu im Versatz über die A 92 weitergeführt und der Verkehr ab der Anschlussstelle Landshut-West zunächst auf der St 2045 Richtung Landshut geleitet. Vor Landshut wird sie als zweistreifige Westtangente nach Süden geleitet. Nach dem Brückenschlag über die Flutmulde und über die Isar geht es östlich an Tiefenbach vorbei. In Höhe Hachstuhl schließt sie an die B 15 an, auf der sie weiter nach Süden geführt wird.
- 5b: Diese Variante entspricht 5a ergänzt um eine zweistreifige Osttangente.
- 8: Dies ist eine Kombination aus Varianten 1a und 5a. Von Hachelstuhl aus wäre damit eine westliche (Anschluss zur A 92 bei Landshut-West) und eine südöstliche (Anschluss an die A 92 über das Autobahnkreuz mit der B 15neu) Umfahrung von Landshut möglich.

Die Varianten 3 und 4 sahen dabei eine 730 m lange Isarbrücke vor. Bei den Varianten 5a und 5b sowie 8 ging man von einer 275 m langen Querung der Flutmulde und einer 720 m langen Isarquerung aus. Die Ringschluss-Variante 8 war von Alexander Putz als Vertreter von ProB15neu als Vorschlag eingebracht worden.

Trassenvarianten, deren Bewertungen auf der zweiten Sitzung des Dialogforums vorgestellt wurden
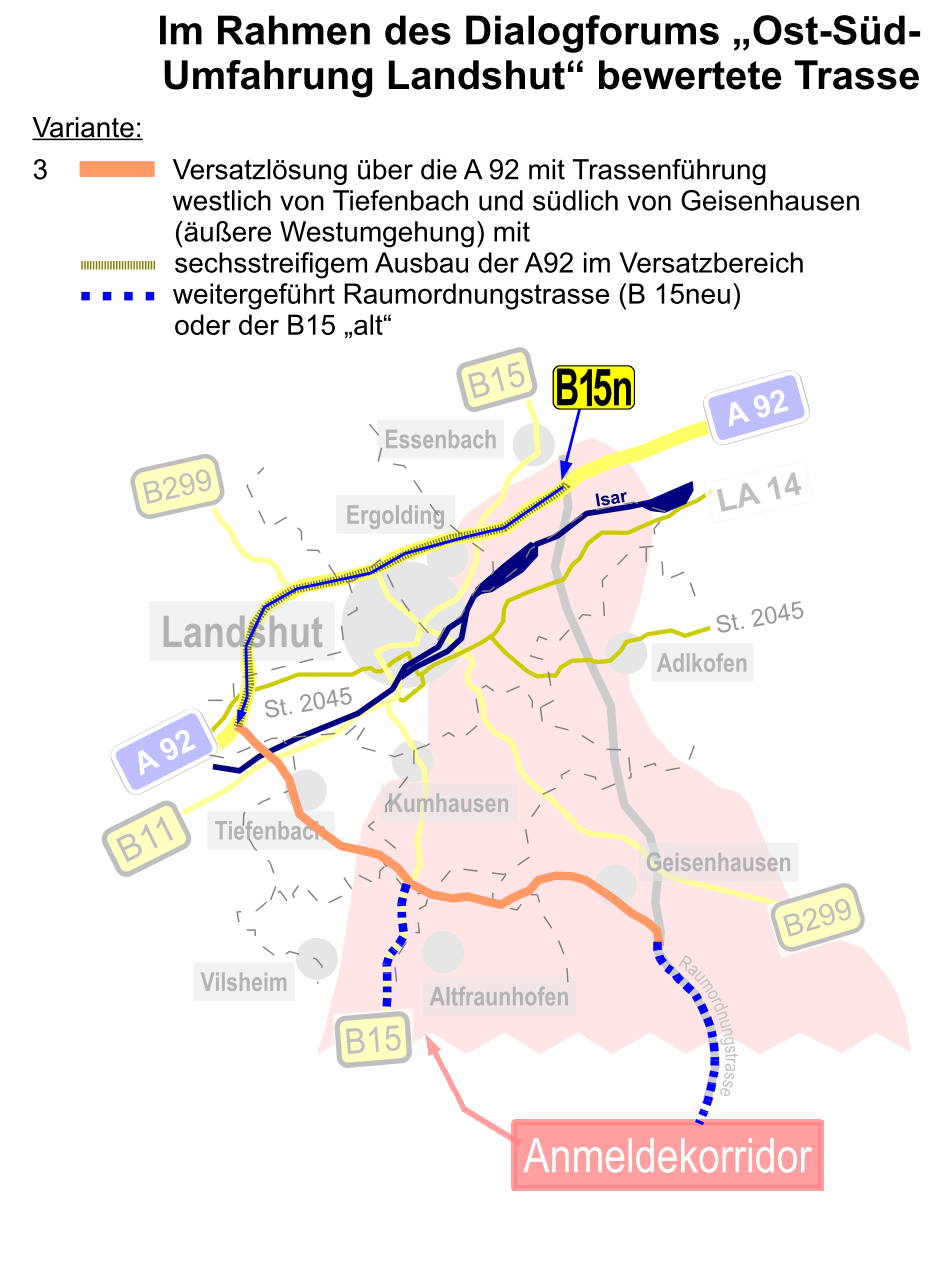
Trassenvariante 3
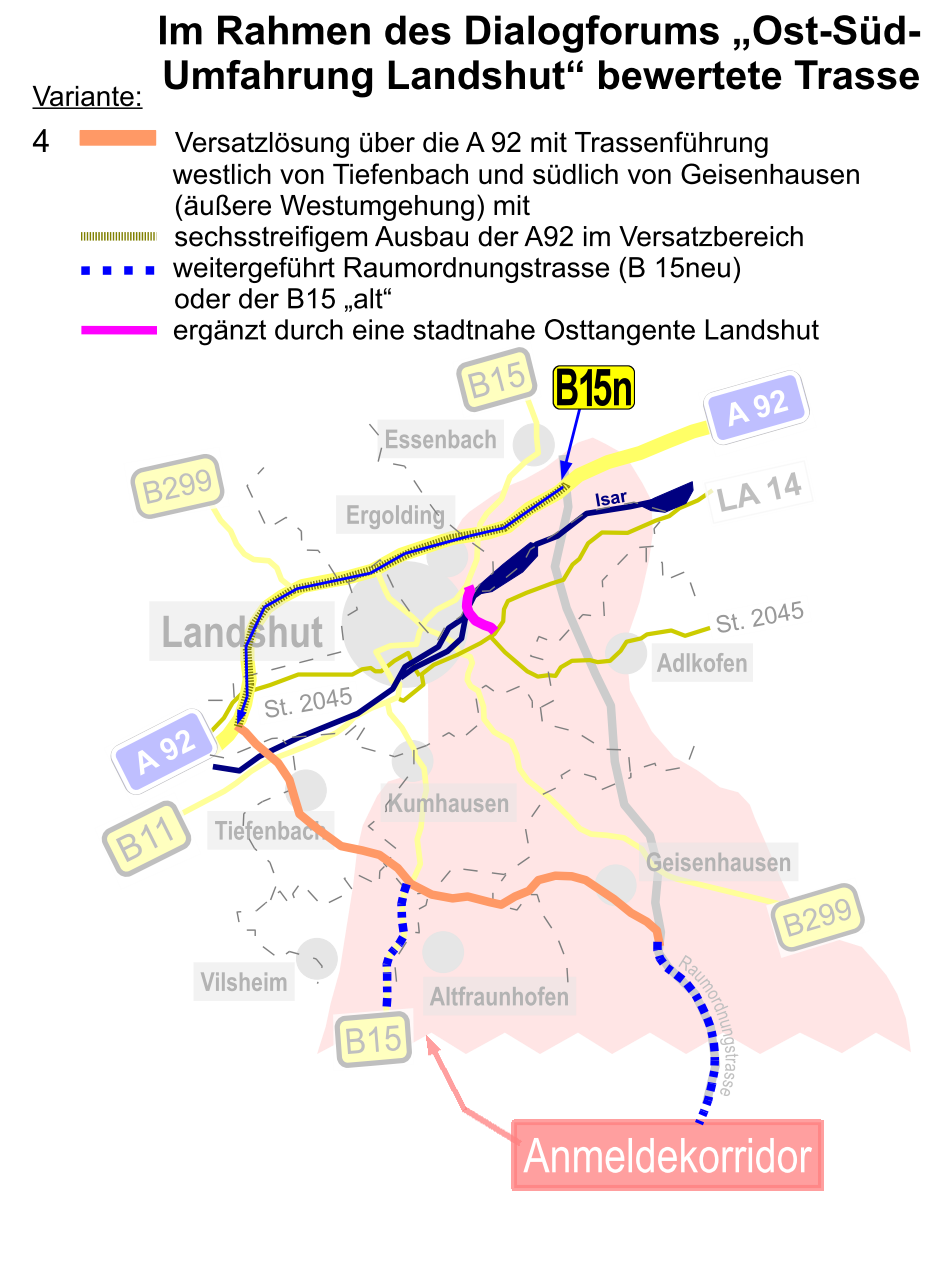
Trassenvariante 4
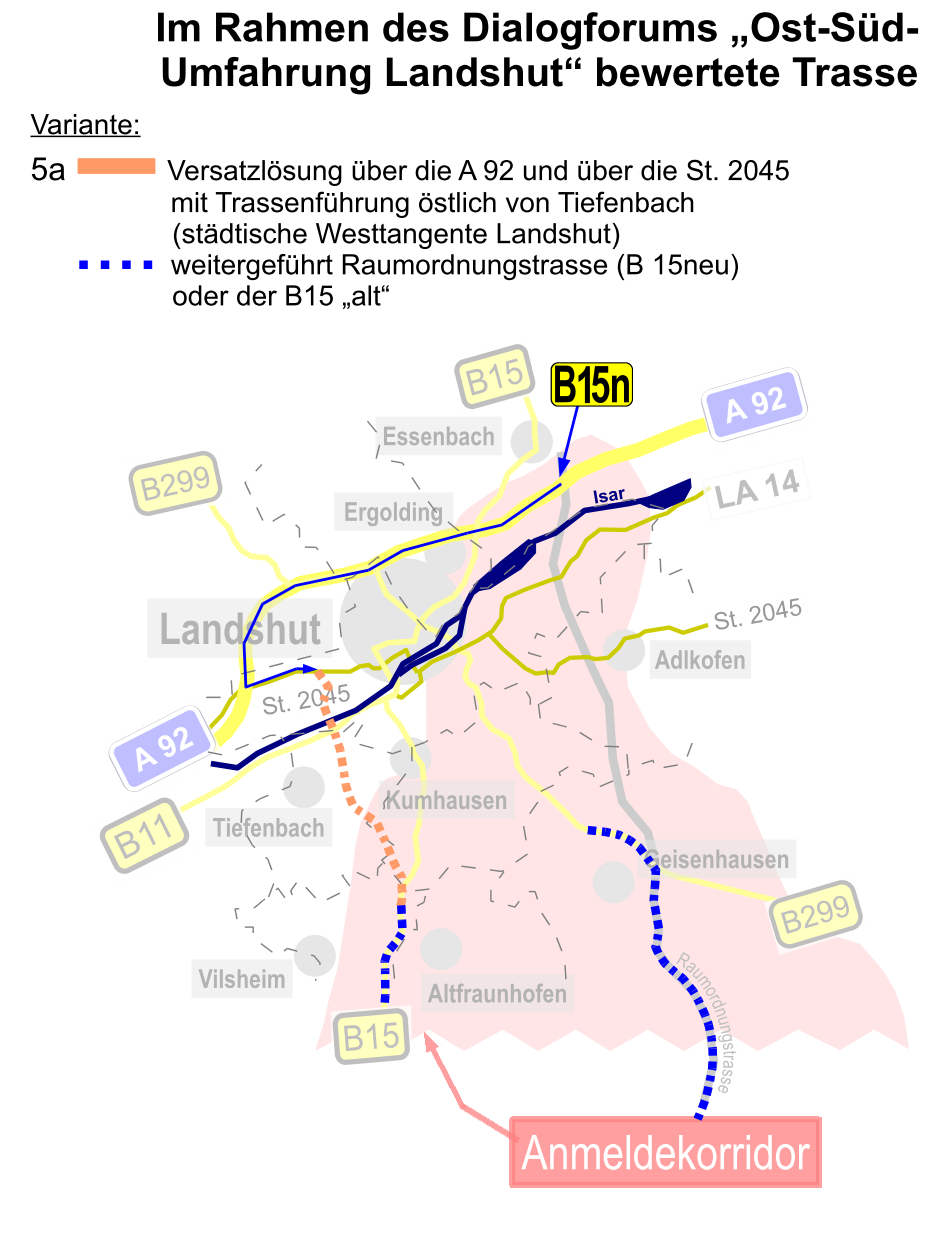
Trassenvariante 5a
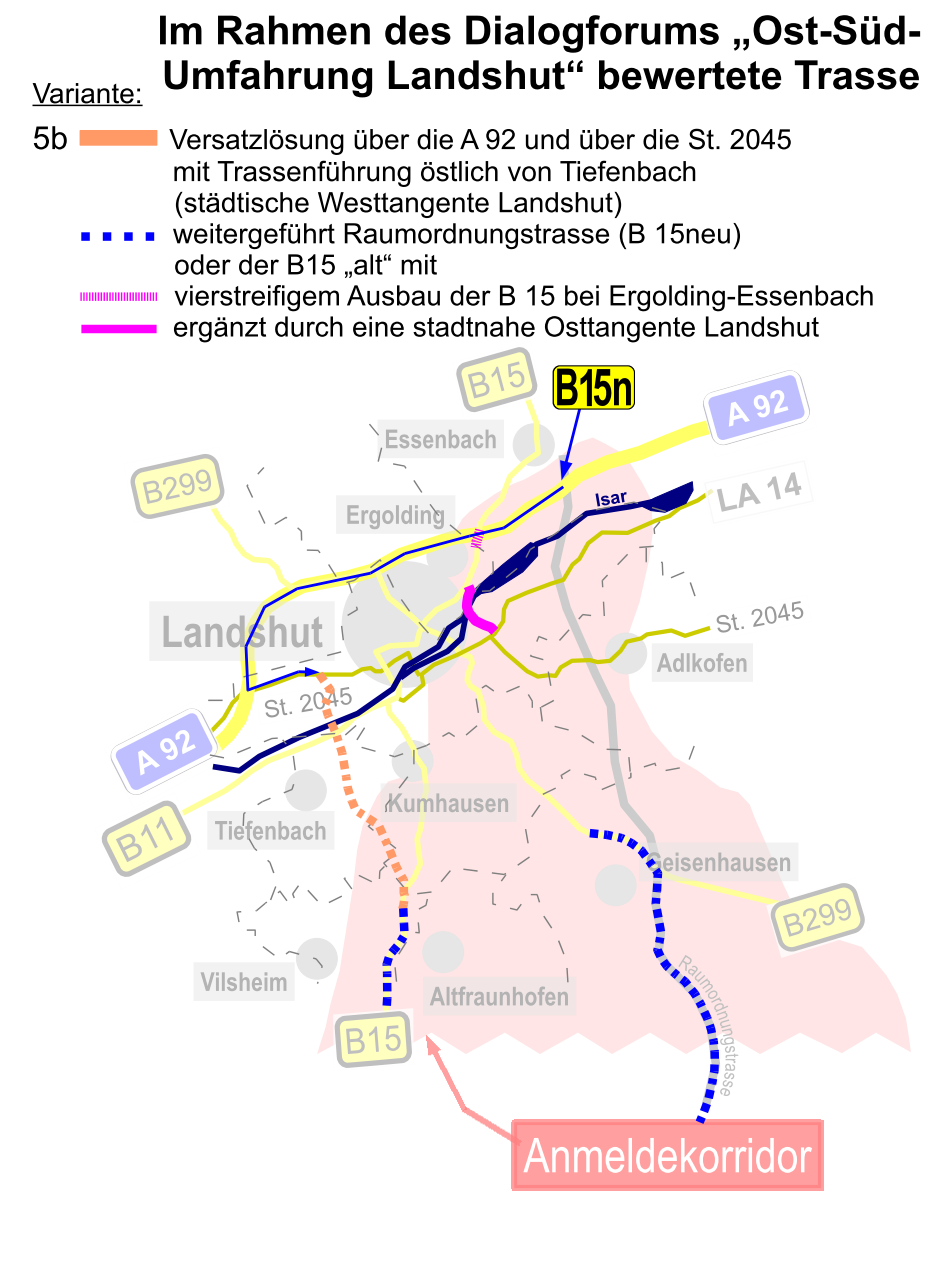
Trassenvariante 5b
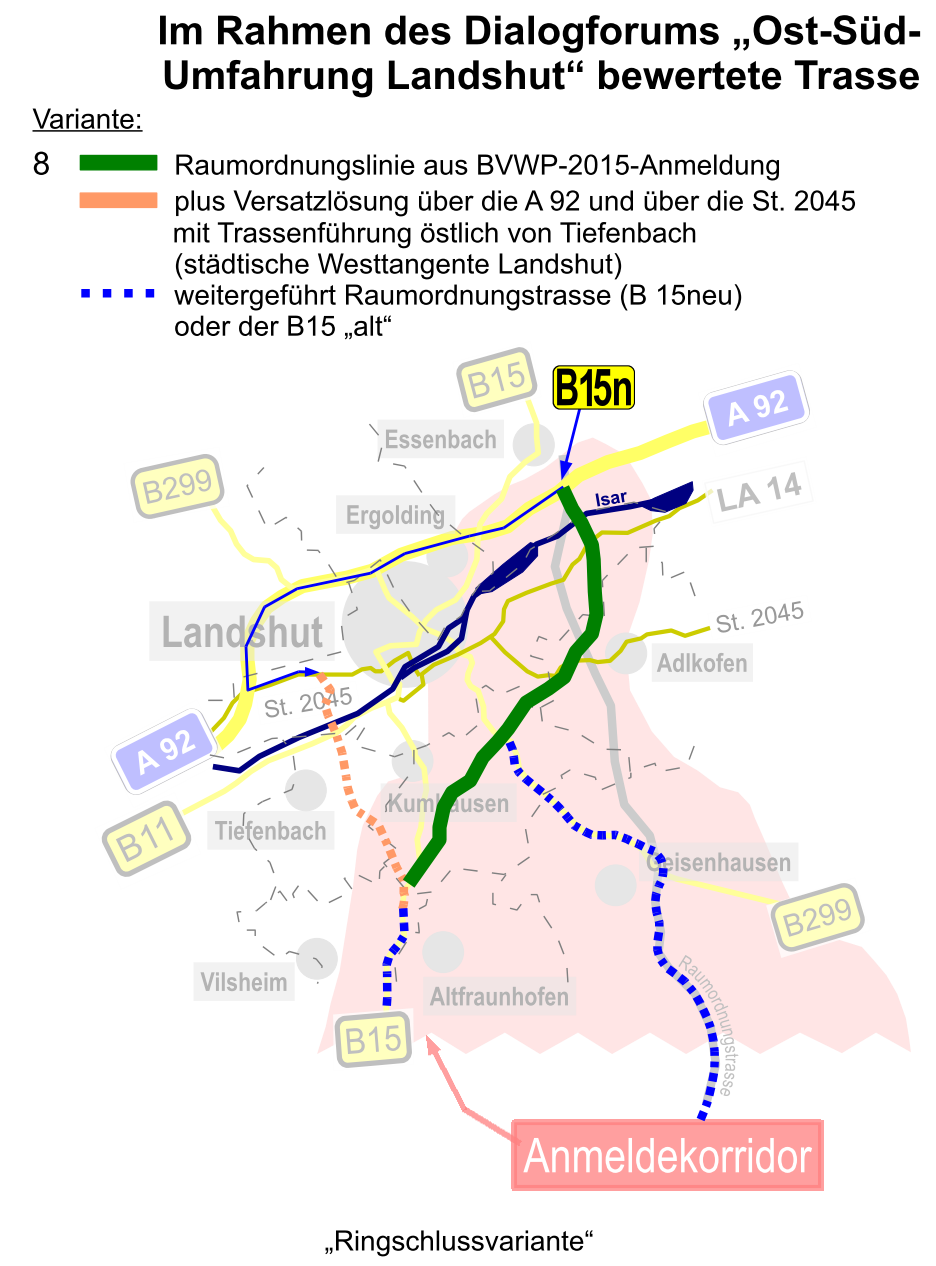
Trassenvariante 8

Auf der dritten Sitzung des Dialogforums am 4. Mai 2016 wurde der Planfall 3 (stadtferne Westumgehung) den Vorhaben zugeordnet, welche nach „naturschutzrechtlichen Vorgaben am wenigsten in Einklang zu bringen sind“. „Sie würde das FFH-Gebiet westlich Landshut so erheblich beeinträchtigen, dass nach dem Naturschutzrecht zwingend umweltschonendere Varianten vorgezogen werden müssen“. Ebenso verworfen wurde auch die übrigen Planfälle. Der Gemeinderat von Altfraunhofen hält eine Westtangente in Kombination mit einer stadtnahen Umfahrung (1a) für sinnvoll nicht aber in Verbindung mit stadtfernen Umfahrungen (1b bzw. 1c).
Entlang der Streckenführung der Variante 5a liegen in einem Umkreis von einem Kilometer eine Vielzahl von Hofstätten und Orten. Hierzu zählen:
| - Schloßberg - Aign | - Tiefenbach - Obergolding | - Mittergolding - Untergolding | - Rauhpfann - Binsham | - Preisenberg - Zweikirchen | - Urlasbühl - Rammelkam | - Grammelkamm - Stachersdorf | - Windten - Hausberg | - Hachelstuhl |

Von der B 11 beginnend, die ersten ca. 2 km die Isarhangleiten hinauf, ist ein Höhenunterschied von etwa 100 Metern zu überwinden. Rechnerisch ergibt sich hier für die Steigung (Höhenlängsneigung) ein Wert von an die 5 Prozent im Gelände (zum Vergleich: Im Abschnitt der A 92 zwischen den Autobahnausfahrten Altdorf und Landshut-Nord beträgt der Höhenunterschied zwischen 2,3 und 2,4 Prozent).

### Trasse des Bürgerbegehrens 2017
Dem angestrebten Bürgerentscheid liegt die „Variante 7“ zu Grunde, die bereits 2012 zur Abstimmung stand. Dabei handelt es sich um eine sogenannte äußere Westumfahrung Landshut und hätte eine Länge von 2,5 km. Sie beginnt im Westen Landshuts am Knotenpunkt der Staatsstraße 2045 (Theodor-Heuss-Straße) mit der Fuggerstraße. Vor der Bebauung Siebensee zweigt sie in südöstlicher Richtung ab. Nach der Querung der Flutmulde führt sie parallel zu ihr in südlicher Richtung zum östlichen Flutmuldendamm. Anschließend quert sie den Klötzlmühlbach, führt dann geradlinig weiter. Bevor sie an die B 11 anbindet, quert sie noch den Hammerbach und die Isar per Brücke.

### Ringschluss mit der Ost-Süd-Umfahrung Landshut

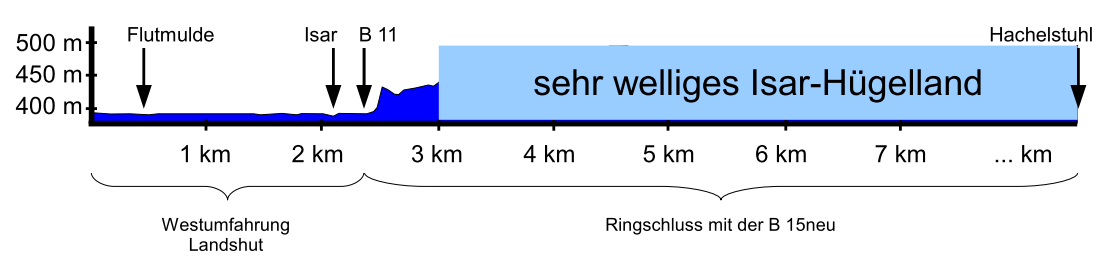
Höhenverlauf der Westtangente Landshut bis zur B 11 sowie einer möglichen Weiterführung als Ringschluss zur B 15neu (Ost-Süd-Umfahrung Landshut).

Eine Weiterführung bis zur B 15 wäre – den Initiatoren der Unterschriftensammlung nach – wünschenswert, um die Veldener Straße mit dem Stadtteil Achdorf zu entlasten. Eine mögliche Variante hierzu wäre eine Verbindung von Schlossberg aus über das Gebiet der Gemeinden Kumhausen und Tiefenbach zur B 15 bis Hachlstuhl. Dort ist auch der Endpunkt einer Ost-Süd-Umfahrung Landshut geplant. Für eine Weiterführung ist aber die Einbeziehung der Gemeinden Kumhausen und Tiefenbach bzw. des Landkreises Landshut notwendig.
In seiner Stellungnahme zum Raumordnungsverfahren zur Ost-Süd-Umfahrung Landshut plädierte der Kreisausschuss des Landkreises Landshut für einen Anknüpfungspunkt bei Niederkam an eine stadtnahe Südumfahrung von der B 299 bis zur B 15. Nach jetzigem Stand bleibt ein Verlauf durch den Landkreis unklar, da es hierfür keine konkrete Planung gibt.
Mit Abschluss des Raumordnungsverfahrens für eine Ost-Süd-Umfahrung Landshut am 8. Februar 2018 wurde die stadtnahe Trasse 1a als Planfall abgeschlossen. Gegenüber der Variante 1a bedeuten die verbliebenen Varianten 1b und 1c eine um etwa 10 km längere Umfahrungsstrecke ausgehend von einer Westtangentenanbindung an der B 11 bis zur LA 14 im Landshuter Osten.

## Kosten
Die Kosten für Bau und Unterhalt trägt der jeweilige Baulastträger. Während die Baulast für eine Westumfahrung auf dem Stadtgebiet bei der Stadt Landshut liegt, würde diese für den zusätzlichen Abschnitt bei einer Weiterführung durch den Landkreis beim Landkreis beziehungsweise bei den Landkreisgemeinden liegen, sofern jener nicht als Staatsstraße realisiert würde. Dann läge die Baulast beim Staatlichen Bauamt Landshut. Die Chancen hierfür sah aber das Staatliche Bauamt Landshut im Dezember 2016 als gering an, denn in den Antragsunterlagen für das Raumordnungsverfahrens einer Ost-Süd-Umfahrung Landshut stellte es fest: „Aufgrund der fehlenden weiträumigen Verkehrswirksamkeit“ kann die Westtangente mit Verlängerung zur B 15 „nur in kommunaler Baulast realisiert werden“.

### Umfahrung ohne Weiterführung
Im Jahr 2000 ist man von Kosten in Höhe von 29 Millionen Euro ausgegangen. 2012 ging man bei der Finanzierung von einer Förderfähigkeit der Kosten von bis zu 80 Prozent aus.
Anfang 2017 ging Stadträtin und MdL Jutta Widmann von einer Förderung des Projektes in Höhe von 80 Prozent aus. Der von der Stadt Landshut zu finanzierende Anteil läge dann bei 6 Millionen Euro. Dies ist auch die Summe, von der das Bündnis für das Bürgerbegehren 2017 ausgeht. Bei einem Interview Mitte Januar verlautete aus der CSU-Stadtratsfraktion, dass auf Seiten der Stadt Landshut dafür derzeit kein Geld vorhanden sei. Als Kandidat für das Amt des Oberbürgermeisters in Landshut rechnete Alexander Putz im Oktober 2016 mit einem Förderniveau von 65 Prozent.
Eine aktuelle Kostenschätzung für Planung, Grunderwerb und Lärmschutzmaßnahmen lag Anfang Februar 2017 nicht vor. Am 15. Februar sprach Jutta Widmann von Gesamtkosten in Höhe von 30 Millionen Euro sowie von 15 Millionen Euro, die von der Stadt Landshut bei einer 50-Prozent-Förderung zu finanzieren wären. Gemäß Aussagen aus dem staatlichen Bauamt Landshut liegen Anfang 2017 die Fördersätze bei bis zu 50 Prozent. Bei Projekten mit „besonderem staatlichen Interesse“ wurden in den vergangenen Jahren in Ausnahmefällen auch 80 Prozent gewährt. Da das Projekt keine Baureife hat, können aber keine Förderzusagen gemacht werden. Die Gegner gehen von Kosten in Höhe von 40 Millionen Euro aus.
Aus dem Baureferat Landshut wurden die Fördermöglichkeiten wie folgt benannt:
- Bei einer Einstufung als Staatsstraße bis zu 80 %
- Bei einer Einstufung als Ortsstraße bis zu 60 %

Im Jahr 2018 wurde im Auftrag der Stadt Landshut ein Gutachten erstellt zur Klassifizierung der Westtangente. Darin wird wegen ihrer überregionalen Bedeutung eine Einstufung als Kreisstraße befürwortet. Die Fördermöglichkeiten liegen hier zwischen 65 und 80 %.
Für den Fall, dass der Bürgerentscheid im September 2017 zusammen mit der Bundestagswahl stattfinde und positiv beschieden würde, geht Oberbürgermeister Putz davon aus, dass bereits 2018 Planungskosten in den Haushalt der Stadt Landshut eingestellt werden könnten.
Zum Bürgerentscheid von 2012 waren folgende Kostenschätzungen für die acht untersuchten Varianten gemacht worden:
| Variante | Kosten in Mio. Euro | Anmerkung                               |
| -------- | ------------------- | --------------------------------------- |
| 1        | 6,5                 | neu zu bauender Teil der Straße         |
| 2        | 20                  |                                         |
| 3        | 25                  |                                         |
| 4        | ?                   |                                         |
| 5        | ?                   |                                         |
| 6        | 16,6                | plus Kosten zur Erhöhung des Isardammes |
| 7        | 29                  | [ 35 ]                                  |
| 8        | ?                   |                                         |

Im November teilte die Stadt Landshut mit, dass im Haushaltsentwurf der Stadt Landshut für die Jahre 2018/2019 insgesamt 500.000 Euro für Planungsarbeiten eingestellt sind. Im verabschiedeten Haushalt für das Jahr 2018 sind dies 200.000 €. Für das Haushaltsjahr 2019 kommt eine Verpflichtungsermächtigung über 300.000 Euro hinzu.

### Umfahrung mit Weiterführung
Der Chef des Tiefbauamtes Landshut nannt Ende März 2017 in einer Sitzung des Bauausschusses der Stadt Landshut Kosten in Höhe von 124 Millionen Euro für eine Westtangente mit Weiterführung bis Altfraunhofen und berief sich dabei auf Berechnungen aus dem Dialogforum Ost-Süd-Umfahrung Landshut während Oberbürgermeister Putz von 70 bis 80 Millionen Euro ausging.
Nimmt man die Kostenschätzung von 30 Millionen Euro für den städtischen Anteil aus dem Kapitel Umfahrung ohne Weiterführung, dann verbliebe für den Landkreis bzw. die betroffenen Landkreisgemeinden ein Kostenanteil von ca. 40 bis 94 Millionen Euro.

## Verkehrsaufkommen

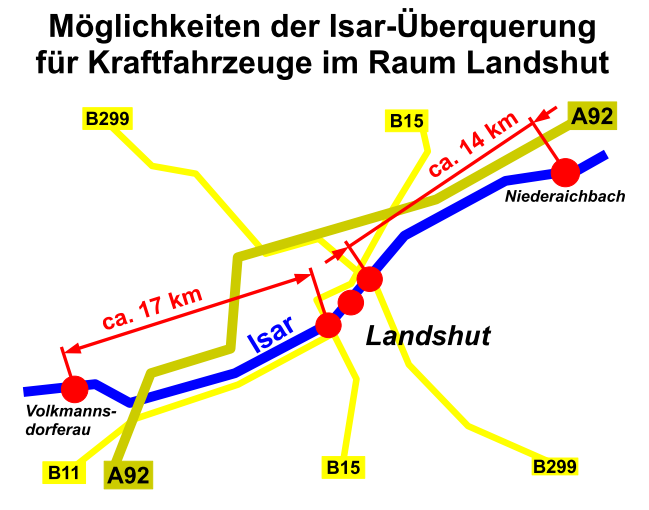
Möglichkeiten für Kraftfahrzeuge die Isar im Raum Landshut zu überqueren.

Landshut ist ein wichtiger Knotenpunkt für den überregionalen Straßenverkehr. Nördlich des Stadtgebiets verläuft die Bundesautobahn A 92, welche die Bundesstraßen B 15 und B 299 kreuzt, die durch das Stadtgebiet verlaufen. Außerdem verbindet die B 11 Landshut mit München.
Für den regionalen Straßenverkehr dient Landshut als Kreuzungspunkt für die Staatsstraße 2045 und als Anknüpfungspunkt für die Staatsstraße 2143 nach Ergolding sowie die Kreisstraßen LA 26 nach Altdorf, LA 52 nach Altdorf bzw. Ergolding sowie LA 14 bei Auloh nach Niederaichbach. Als Enklave liegt Landshut mitten im gleichnamigen Landkreis und teilt diesen in eine Nord- und eine Südhälfte.

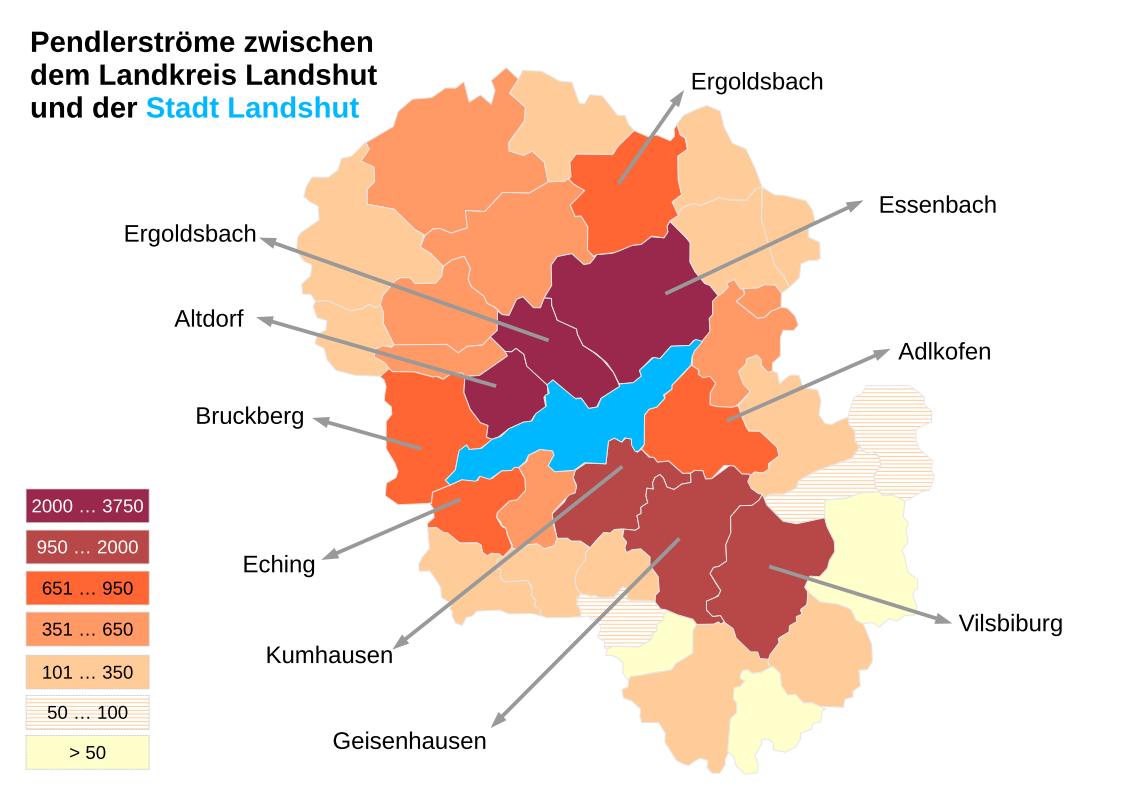
Pendlerströme aus den Gemeinden des Landkreises Landshut in die Stadt Landshut und umgekehrt. Stand: 30. Juni 2016

Der Straßenverkehr überquert in Landshut an drei Stellen die Isar:
- einmal im Westen von der Luitpoldstraße kommend zur Wittstraße
- zweimal im Zentrum über die Podewilsstraße und
- zweimal im Osten über die Piflaser Brücke und die Konrad-Adenauer-Brücke im Bereich der Konrad-Adenauer-Straße.

Diese Brücken sind nicht ausreichend, um den innerstädtischen wie auch den Verkehr der Nachbargemeinden aufzunehmen. Dadurch sind die bestehenden Verbindungen hoch belastet. Hierzu trägt auch der Quell- und Zielverkehr wesentlich bei (siehe nebenstehende Darstellung der Pendlerströme von und nach Landshut).
Außerhalb von Landshut gibt es für den Straßenverkehr erst wieder im Abstand von etwa 17 km in westlicher Richtung (Volkmannsdorferau) und von etwa 14 km in östlicher Richtung (Niederaichbach) Querungsmöglichkeiten der Isar.

### Verkehrsentwicklung

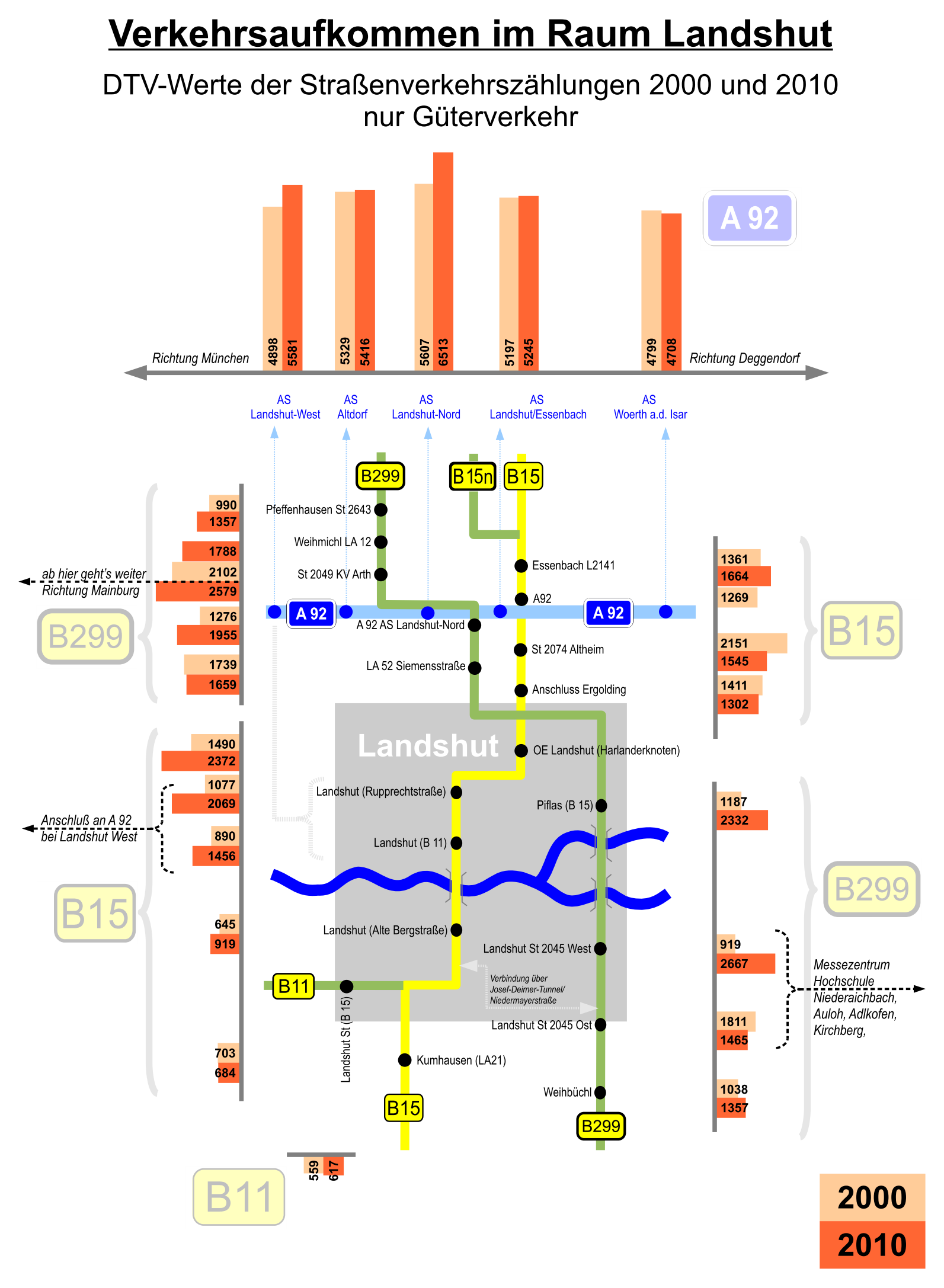
Güterverkehrsströme im Raum Landshut gemäß Verkehrszählungen 2000/2010

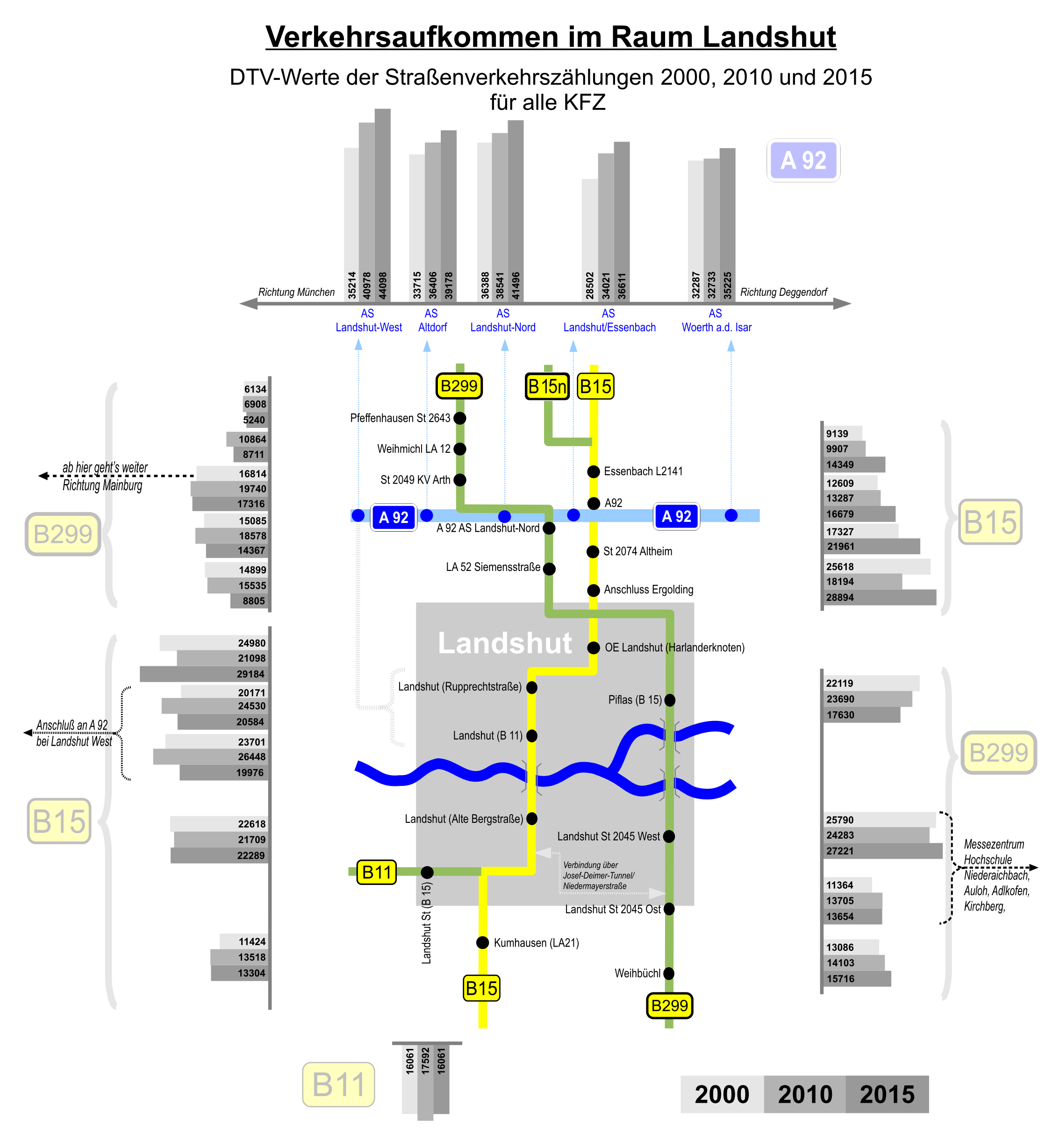
KFZ-Verkehrsströme im Raum Landshut gemäß Verkehrszählungen 2000/2010/2015

Um 1980 betrug der Bestand an Pkw in Landshut 19.379. Von 2000 bis 2007 war deren Zahl von 30.460 auf 35.039 angewachsen, sank im Zuge der Finanz- und Wirtschaftskrise auf 30.835 im Jahr 2008, um dann bis 2014 wieder auf 33.788 Kraftfahrzeuge anzusteigen. Insgesamt betrug 2014 der Bestand an Kraftfahrzeugen (Pkw, Krafträder, Kraftomnibusse, Lkw, Zugmaschinen und übrige Fahrzeuge) 39.542. Seit 2012 ist die Anzahl an zugelassenen Autos, Motorrädern und Lastwägen in Landshut kontinuierlich angestiegen.

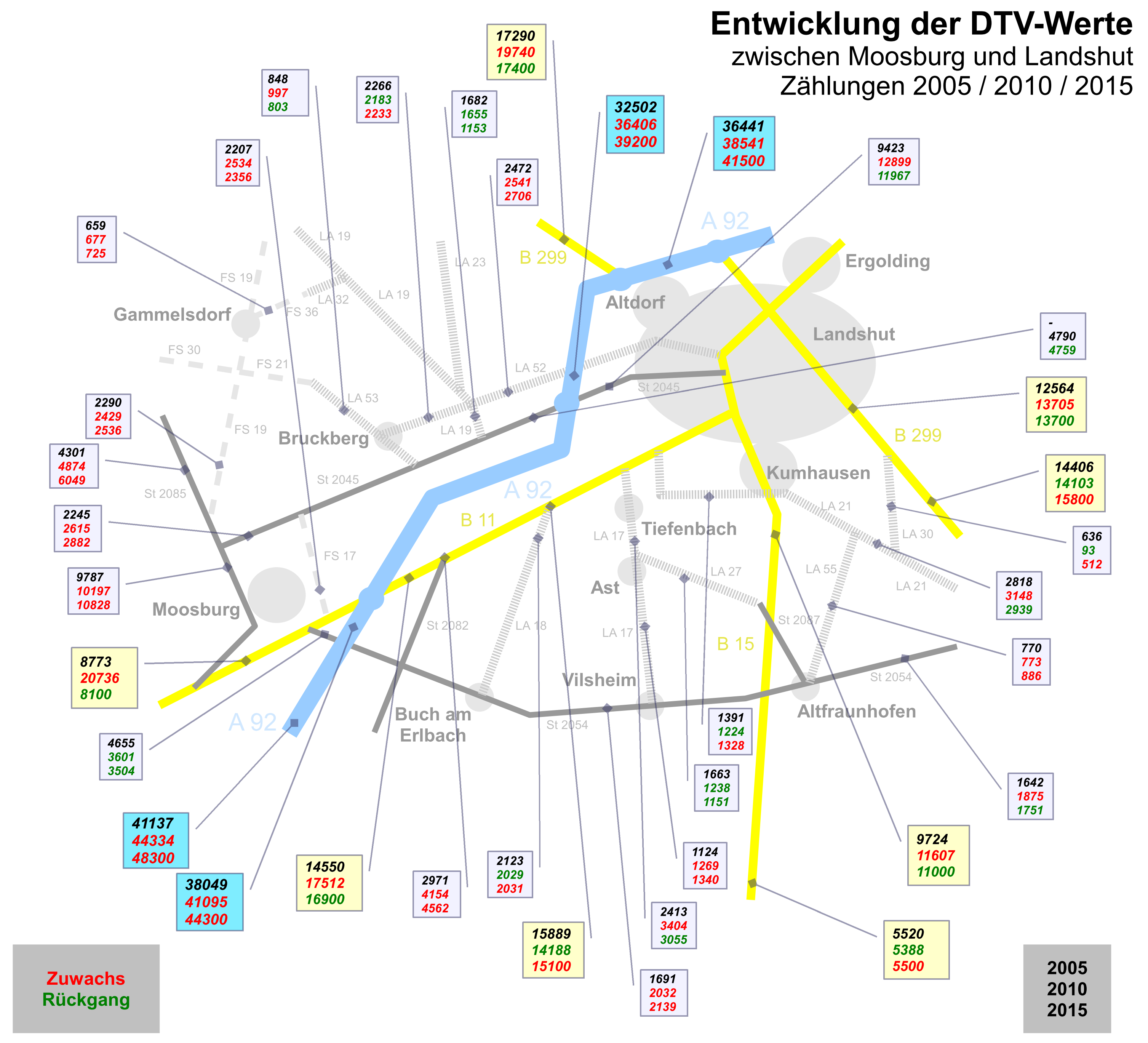
Entwicklung der DTV-Werte 2005, 2010 und 2015 im Bereich zwischen Moosburg und Landshut

Dem steht eine deutliche Abnahme der Befördertenzahlen im öffentlichen Personennahverkehr (ÖPNV) gegenüber. Nach noch 9,188 Millionen im Jahr 1999 wurden 2014 mit 6.664 Millionen 27,5 Prozent weniger Personen befördert. Von 2013 auf 2014 gingen die Fahrgastzahlen um 4,4 Prozent zurück.
B 15: Die Verkehrsbelastung lag gemäß Verkehrszählung 2015 (2010) im Bereich Hofmark-Aich-Straße/Luitpoldstraße bei 20.500 (24.500) bis 20.000 (26.500) Fahrzeugen pro Tag. Richtung Kumhausen nahm sie auf 13.300 (13.500) Fahrzeuge pro Tag ab sowie Richtung Ergolding auf knapp 29.000 (21.000) Fahrzeug pro Tag zu. Nach Ergolding an der Anschlussstelle mit der A 92 sind es nur noch etwa 16.600 (13.200) Fahrzeuge pro Tag.
B 11: Die Verkehrsbelastung gemäß Verkehrszählung 2015 (2010) lag Richtung Tiefenbach bei etwa 16.100 (17.600) Fahrzeugen pro Tag.

### Verkehrsgutachten/Machbarkeitsstudien
Am 30. Dezember 2009 wurde ein Verkehrsgutachten Westumfahrung Landshut vorgelegt. Darin wird einer solchen Umfahrung eine spürbare verkehrliche Entlastung für Kumhausen attestiert. 2010 wurde außerdem eine Machbarkeitsstudie vorgestellt.
| Bereich                                                  | Verkehrs- aufkommen an Werktagen 2014 | Prognose für 2030 bei Nulllösung | Prognose für 2030 bei Realisierung der Ost-Süd-Umfahrung Landshut | Prognose für 2030 bei Realisierung der Westumfahrung Landshut | Prognose für 2030 bei Realisierung eines Ringschlusses |
| -------------------------------------------------------- | ------------------------------------- | -------------------------------- | ----------------------------------------------------------------- | ------------------------------------------------------------- | ------------------------------------------------------ |
| Luitpoldstraße (zwischen Rennweg und Schwimmschulstraße) | 27.500                                | 28.500                           | 25.800                                                            | 25.600                                                        | 24.000                                                 |
| Luitpoldstraße (ab Schwimmschulstraße bis Isar)          | 22.500                                | 24.100                           | 20.400                                                            | 18.100                                                        | 16.400                                                 |
| Rennweg                                                  | 12.600                                | 13.600                           | 12.700                                                            | 11.200                                                        | 11.500                                                 |
| Wittstraße (zwischen Tunnel und Kupfereck)               | 34.000                                | 36.000                           | 31.100                                                            | 29.900                                                        | 27.500                                                 |
| Veldener Straße                                          | 15.900                                | 17.300                           | 11.600                                                            | 15.300                                                        | 10.800                                                 |
| Klötzlmüllerstraße                                       | 11.300                                | 14.000                           | 11.100                                                            | 7.700                                                         | 8.000                                                  |

Hinweise:
- Die Schwankungsbreite der Prognosen beträgt jeweils 500 Fahrzeuge.[107]
- Über die Veldener Straße (B 15), die Luitpoldstraße aber auch über die B 11 und den Josef-Deimer-Tunnel kommend (beide in den obigen Zahlen nicht erwähnt) erreicht man die Wittstraße entlang derer diverse Parkplätze und Parkhäuser zu finden sind, um zu Fuß in die Innenstadt zu gelangen; darunter z. B. die Grieserwiese mit allein 1.300 Stellplätzen.[109] Die beiden Parkhäuser in der Wittstraße bieten insgesamt 543 Fahrzeugen Platz.[110][111]
- Die Verkehrsmengenkarte 2010 des staatlichen Bauamtes (erstellt am 5. März 2012) zeigt für die Messstelle 74389102 (Luitpoldstraße im Bereich Schwimmschulstraße und Isar) ein durchschnittliches tägliches Verkehrsaufkommen (DTV-Wert) von 24.530 Fahrzeugen. An der B 15 im Stadtbereich Landshut waren dies an den Messstellen im Bereich der Alten Bergstraße (74389142) und Veldener Straße (74389141) 21.709 bzw. 13.518 Fahrzeuge. An der B 11 wurde an der Messstelle 74389300 in Höhe des Abweigs zur B 15 ein DTV-Wert von 17.592 Fahrzeugen ermittelt.

### Entlastungswirkung
Beim Dialogforum Ost-Süd-Umfahrung Landshut schnitt im Oktober 2015 eine Kombination aus Ost-Süd-Umfahrung und Westumfahrung Landshut bei der verkehrlichen Entlastung bezogen auf den weiträumigen Verkehr am besten ab. Eine Westtangente mit Verlängerung zur B 15 (Trasse 5a) allein oder eine Kombination aus Westtangente und Osttangente (Trasse 5b) wurde aber eine „fehlende weiträumige Verkehrswirksamkeit“ athestiert. Für den B 15-Verkehr wurde Streckenführung der Trasse 5a als „ausgesprochen umwegig und unattraktiv“ charakterisiert.

#### Bürgerentscheid 2012
| Variante | Verkehrsaufkommen     | Entlastungswirkung Anzahl der Fahrzeuge                                                                                                   | Anmerkung |
| -------- | --------------------- | --- | --- |
| 1        | ?                     | Luitpoldstraße: 5000 | erwartete Verteilung eines großen Teils des Verkehrs aus der Klötzlmüllerstraße und der Schwimmschulstraße in die Sylvensteinstraße, Obere Liebenau und Querstraße |
| 2        | ?                     | ? | |
| 3        | ?                     | ? | |
| 4        | ?                     | ? | |
| 5        | ?                     | ? | |
| 6        | ?                     | ? | |
| 7        | Luitpoldstraße: 26000 | Luitpoldstraße: 3900 Klötzlmüllerstraße: 3500 Sylvensteinstraße: 1300 Achdorfer Isarsteig: 1000 Podewillstraße: 1700 Veldener Straße 1500 | erwartetes Verkehrsaufkommen auf Trasse 7: 7500 |
| 8        | ?                     | ? | |

#### Bürgerentscheid 2017
Oberbürgermeister Alexander Putz sieht durch eine Westtangente vor allem die Witt- und die Luitpoldstraße vom Durchgangsverkehr entlastet. Vom Stadtrat wurde beschlossen, in der Nähe des bereits bestehenden Gewerbegebiets „Landshut Park“ ein weiteres knapp 40 Hektar großes Gewerbegebiet zu errichten, dessen Netto-Baufläche 20 Hektar betragen soll. Die Freien Wähler Landshut rechnen mit einer Zuteilungsfähigkeit der Grundstücke ab Ende 2017 sowie in der Folge mit der Ausweisung weiterer Baugebiete in der Münchnerau und damit mit der Zunahme der Verkehrsbelastung im Landshuter Westen. Oberbürgermeister Putz geht davon aus, dass nach Fertigstellung etwa 12.000 Fahrzeuge auf der Westtangente fahren werden.
Ein Weiterbau der Westumfahrung bis südlich Kumhausen soll auf der Veldener Straße eine Entlastungswirkung von 6800 Fahrzeugen haben. Bis zum Bürgerentscheid im September 2017 werden von der Stadtverwaltung Informationen zur Entlastungswirkung einer Westumfahrung erarbeitet.
Auf der Sitzung des Feriensenats vom 18. August 2017 wurden folgende Entlastungswirkungen genannt: 48 Prozent auf der Veldener Straße, 43 Prozent auf der Watzmannstraße, 36 Prozent auf der Klötzlmüllerstraße, 27 Prozent auf der Luitpoldstraße und 28 Prozent auf der Konrad-Adenauer-Straße. Voraussetzung ist ein Ringschluss mit der Ost-Süd-Umfahrung Landshut (Fortführung der B 15neu von der A 92 bis zur B 15). Im Detail ist von einer Entlastung der Watzmannstraße um bis zu 3500, der Schwimmschulstraße um 2400, der Klötzlmüllerstraße um 3700, der Luitpoldstraße südlich des Rennwegs um 1900 und der Schwimmschulstraße um 4300 Fahrzeuge pro Tag die Rede.
| Startpunkt              | Streckenführung über                                                                                          | Endpunkt                                   | Streckenlänge mit Westtangente (WT) | Streckenlänge ohne Westtangente |
| ----------------------- | --- | ------------------------------------------ | ----------------------------------- | ------------------------------- |
| Tiefenbach              | B 11, Wittstraße, Luitpold-Straße, Hofmark-Aich-Straße, Äußere Regensburger Straße                            | Übergang Siemensstraße zur Industriestraße | -                                   | ca. 9 km                        |
| Tiefenbach              | B 11, WT, Rennweg, Luitpold-Straße, Hofmark-Aich-Straße, Äußere Regensburger Straße                           | Übergang Siemensstraße zur Industriestraße | ca. 9,75 km                         | -                               |
| Kumhausen               | Veldener Straße, Wittstraße, B 11                                                                             | AS Moosburg Nord (A 92)                    | -                                   | ca. 14,5 km                     |
| Kumhausen               | LA 21, Tiefenbach, B 11                                                                                       | AS Moosburg Nord (A 92)                    | -                                   | ca. 15 km                       |
| Kumhausen               | Veldener Straße, Wittstraße, B 11, WT, Theodor-Heuss-Straße, AS Landshut-West (A 92), A 92                    | AS Moosburg Nord (A 92)                    | ca. 19 km                           | -                               |
| Kreisverkehr bei Arth   | B 299, Ortsumfahrung Altdorf, Altdorfer Straße, Luitpoldstraße, Wittstraße                                    | Grieserwiese Landshut                      | -                                   | ca. 10,75 km                    |
| Kreisverkehr bei Arth   | B 299, Rottenburger Straße, Opalstraße, Weiherbachstraße, Theodor-Heuss-Straße, WT, B 11                      | Grieserwiese Landshut                      | ca. 15,25 km                        | -                               |
| Kreisverkehr bei Arth   | B 299, Rottenburger Straße, Äußere Parkstraße, Kurt-Schuhmacher-Straße, WT, B 11                              | Grieserwiese Landshut                      | ca. 13,5 km                         | -                               |
| Kreisverkehr bei Arth   | B 299, AS Altdorf (A 92), A 92, AS Landshut-Nord (A 92), B 299, Altdorfer Straße, Luitpold-Straße, Wittstraße | Grieserwiese Landshut                      | -                                   | ca. 12 km                       |
| AS Landshut-Nord (A 92) | Altdorfer Straße, Luitpold-Straße, Wittstraße                                                                 | Grieserwiese Landshut                      | -                                   | ca. 5,75 km                     |
| AS Landshut-Nord (A 92) | A 92, AS Altdorf (A 92), Rottenburger Straße, Äußere Parkstraße, Kurt-Schuhmacher-Straße, WT, B 11            | Grieserwiese Landshut                      | ca. 14,25 km                        | -                               |
| AS Landshut-Nord (A 92) | A 92, AS Altdorf (A 92), Rottenburger Straße, Opalstraße, Weiherbachstraße, Theodor-Heuss-Straße, WT, B 11    | Grieserwiese Landshut                      | ca. 12,5 km                         | -                               |
| AS Landshut-Nord (A 92) | A 92, AS Landshut-West (A 92), Theodor-Heuss-Straße, WT, B 11                                                 | Grieserwiese Landshut                      | ca. 15,5 km                         | -                               |
| AS Moosburg Nord (A 92) | A 92, AS Landshut-Nord, B 299                                                                                 | Übergang Siemensstraße zur Industriestraße | -                                   | ca. 18,85 km                    |
| AS Moosburg Nord (A 92) | A 92, AS Landshut-West (A 92), Theodor-Heuss-Straße, Rennweg, Äußere Regensburger Straße                      | Übergang Siemensstraße zur Industriestraße | -                                   | ca. 16,85 km                    |
| AS Moosburg Nord (A 92) | B 11, WT, Rennweg, Äußere Regensburger Straße                                                                 | Übergang Siemensstraße zur Industriestraße | ca. 17,75 km                        | -                               |

## Baufortschritt
Seit den sechziger Jahren wurden von verschiedenen Ingenieurbüros diverse Studien und Untersuchungen zu unterschiedlichsten Trassen und Anbindungsmöglichkeiten erstellt; zuletzt geschah dies gegen Ende der 2000er Jahre. Die Variante 1 (innere Westanbindung) war 2008 in einem Bebauungsplan festgesetzt. In Folge eines Bürgerentscheids im Jahr 2012 mussten alle weiteren Planungen eingestellt werden. Eine Anfang 2017 in Landshut gestartete Unterschriftenaktion für ein zweites Bürgerbegehren machte den Weg frei für die Planung einer Westtangente.

### Umfahrung ohne Weiterführung
Nachdem sich die Landshuter am 24. September 2017 bei den Bürgerentscheiden für einen Bau der Westtangente ausgesprochen hatten, plädierte OB Putz dafür, „dass wir so schnell wie möglich mit den konkreten Planungen und dann auch mit dem Bau beginnen.“ Haushaltsanträge für die Einstellung von Planungsmitteln wurden zwei Tage nach dem Bürgerentscheid durch die Fraktionen der Freien Wähler und der CSU eingereicht und im November in den Haushaltsentwurf für 2018/2019 eingestellt, der im Dezember durch den Stadtrat verabschiedet wurde. Eine konkrete Trasse war noch nicht definiert; deren Verlauf und Anschlusspunkte an die B 11 und die Staatsstraße 2045 sollten zunächst untersucht werden.
Im Jahr 2018 wurde ein Gutachten zur Klassifizierung der Westtangente durchgeführt und eine Planungsraumanalyse ist in Erstellung. Für eine anschließende Umwelt- und Naturschutzbelange betreffende Untersuchungen schätzte man zunächst den zeitliche Aufwand für eine Kartierung von Flora und Fauna auf ein Jahr. Planungsziel ist die Grundlage für ein Planfeststellungsverfahren auf Basis der Trasse 7 zu schaffen. Im Dezember 2018 informierte die Stadtverwaltung den Stadtrat, dass eine „faunistische und floristische Planungsraumanalyse“ in Auftrag gegeben wurde, die im Januar 2019 begonnen und zwei Jahre in Anspruch nehmen werde. Erste Ergebnisse aus dieser Analyse werden nach einem Jahr erwartet. Die Beauftragung der notwendigen Planungsleistungen zur Erstellung einer genehmigungsreifen Planung sind für das zweite beziehungsweise dritte Quartal 2019 vorgesehen. Im September 2019 wurde mitgeteilt, dass die Vorerhebungen der artenschutzrechtlichen Prüfungen bis ins Jahr 2020 andauern werden. Auch ist die Machbarkeitsstudie aus dem Jahr 2010 hinsichtlich der Variantenwahl zu aktualisieren.
Oberbürgermeister Putz ging im August 2018 davon aus, dass bei Durchführung eines Planfeststellungsverfahren im Jahr 2019 ein Baubeginn Ende 2020 bzw. Anfang 2021 möglich und mit einer Bauzeit von zwei bis drei Jahren zu rechnen wäre. Im Dezember 2018 teilte die Stadtverwaltung mit, das Planfeststellungsverfahren könne im Jahr 2021 beantragt werden. Ohne Klagen gegen einen Planfeststellungsbeschluss könnte dann frühestmöglich im Jahr 2022 mit dem Bau begonnen werden. Im September 2019 ging man vom Jahr 2025 als frühestmöglichen Fertigstellungstermin aus. Aber auch ein Termin, der noch um einige Jahre später liegt, ist nicht ausgeschlossen.

### Umfahrung mit Weiterführung
OB Putz sah „die Westtangente als ideale Ergänzung zur in den Bundesverkehrswegeplan 2030 aufgenommenen Ost-Süd-Umfahrung Landshut (Fortsetzung der B 15neu).“ Diese Kombination aus Westtangente und Trassenvariante 1a der Ost-Süd-Umfahrung wird als Ringschluss bezeichnet. Im Raumordnungsverfahrens zur Ost-Süd-Umfahrung wurde diese Trassenvariante aber verworfen. Somit verbleibt im Rahmen einer Weiterführung einer Westtangente die Anbindung an die Bundesstraße 15.
War die Bürgermeisterin der Gemeinde Tiefenbach, Birgit Gatz, im November 2016 noch skeptisch, signalisierte sie Anfang 2017 bezüglich eines solchen Projektes die Bereitschaft für eine „konstruktive Zusammenarbeit“. Bis 25. Februar 2017 war die Gemeinde Tiefenbach von offizieller Seite nicht in ein solches Projekt einbezogen worden, Gespräche zwischen ihr und dem Oberbürgermeister von Landshut waren aber für das erste Quartal 2017 angestrebt. Von politischer Seite wurde die Durchführung eines Gutachtens diskutiert zur Ermittlung der Auswirkungen auf die Stadt Landshut und die Gemeinden Tiefenbach und Kumhausen. Bei seinem Antrittsbesuch bei Tiefenbachs Bürgermeisterin Gatz wurde das Thema von Oberbürgermeister Putz zwar angesprochen, bis Mitte 2017 gab es aber keine weiteren Gespräche weder mit ihr noch mit Kumhausens Bürgermeister Thomas Huber.
Eine Beschlussfassung zum Thema „über Westtangente Umfahrung Landshut – Fortführung durch die Gemeinde“ stand auf der Tagesordnung der Sitzung des Gemeinderates der Gemeinde Tiefenbach am 11. Juli 2017. Dabei beschloss der Gemeinderat nahezu einstimmig, dass „man nach derzeitigem Kenntnisstand eine Weiterführung ablehnt“. Von Seiten der Gemeinde Kumhausen gab es bis September diesbezüglich keinen Beschluss.

## Kritik

### OB-Wahl 2012 in Landshut
Der OB-Kandidates der Grünen, Thomas Keyßner, trat mit dem Ziel der Verhinderung einer Westtangente durch die Isarauen als Naturraum und Naherholungsgebiet an.

### OB-Wahl 2016 in Landshut
Da 2012 eine Stadtratsmehrheit für den Bau einer Westtangente war, ging man bereits 2014 davon aus, dass eine Westtangente eines der Themen beim 2016 anstehenden Bürgermeisterwahlkampfes werden könnte. Während des Oberbürgermeister-Wahlkampfs in Landshut hatte Alexander Putz den Bau einer Westtangente zu einem Kernthema seines Wahlkampfs gemacht. und stellte auf einer Wahlkampfveranstaltung Anfang August 2016 ein Konzept für eine Westtangente vor, welche nicht an der B 11 enden solle, sondern bis Hachelstuhl zur B 15 weitergeführt werden soll, um zusammen mit der Ost-Süd-Umfahrung Landshut eine Ringschluss zu bilden.
Von den Gegenkandidaten sprachen sich Helmut Radlmeier und Patricia Steinberger für eine Westtangente aus, während Stephan Gruber eine solche ablehnte.

### Pro
Zu den langjährigen Befürwortern einer Westtangente zählen die Freien Wähler in Landshut. Gleiches gilt für Stadträte der CSU. Im Kommunalwahlkampf 2014 hatten sich die SPD und die Bürger für Kumhausen (BfK) für eine Westtangente ausgesprochen. Im Juli 2017 konkretisierte die SPD ihre Position dahingehend, dass sie eine Westtangente nur dann befürwortet, wenn diese nicht bei Schlossberg endet, sondern ganz um Landshut herumgeführt wird.
Weitere Befürworter sind:
- der Bund der Selbständigen (BDS) Landshut,[149]
- die Bürger für Landshut (BfL),[150]
- die Bürgerinitiative Freie Fahrt (BIFF),[151]
- die Landshuter Mitte (LM),[152]
- die Industrie- und Handelskammer Niederbayern,[153]
- das Industrie- und Handelsgremium Landshut[153] und
- der Liberale Mittelstand Niederbayern.[154]

Bei einer Umfrage der Landshuter Zeitung zum OB-Wahlkampf stimmen 70,75 Prozent der Befragten für einen Bau einer Westtangente.
Das Aktionsbündnis „Stoppt den Stau - für eine Äußere Westumfahrung Landshut“ (initiiert von MdL Jutta Widmann) überreichte im Juli etwa 3000 bei Landkreisbürgern gesammelte Unterschriften für eine Weiterführung einer Westtangente durch den Landkreis Landshut.

### Contra
Die Bürgerinitiative „Pro Lebensraum Landshut – contra Westtangente“ sieht in der Westtangente keine Straße zu Entlastung von Verkehr, sondern einen „Zubringer für Landshut Park und etwaige dortige Gewerbe- und Wohngebiete“.
2012 unterstützten die Grünen den Bürgerentscheid gegen eine Westtangente. Ende 2014 kritisierte die Fraktion der Grünen Überlegungen, eine Westtangente in den Lärmaktionsplan der Stadt Landshut mit aufzunehmen. Von ihr kommt auch Kritik in Bezug auf eine „Neubelebung des Projektes einer Westtangente“. Es wird eine nicht erkennbare verkehrliche Wirkung auf den Quell-Ziel-Verkehr kritisiert und im Gegensatz dazu ein rascher Ausbau des ÖPNV gefordert, da im Falle einer Umsetzung von einem Zeitraum größer 10 Jahren zu rechnen sei. Auch wird mit Kosten deutlich größer 30 Millionen Euro gerechnet.
Von der ÖDP-Stadtratsfraktion wurde im Februar 2017 nach Start der Unterschriftensammlung für ein zweites Bürgerbegehren in der Stadt Landshut kritisiert, dass eine Westtangente mit alleiniger Anbindung an die B 11 ohne Fortführung bis zur B 15 in ihrer verkehrlichen Wirkung fragwürdig sei. Der Eingriff in ein Naherholungsgebiet durch den Bau sei erheblich und es sei unklar, in wessen Baulast das Vorhaben liege. Ebenso wird das Fehlen einer aktuellen Kostenschätzung reklamiert, die seit dem letzten Bürgerbegehren von 2012 erheblich gestiegen seien. Darüber hinaus rechnet die ÖDP mit erheblichen Folgekosten einer solchen Straße vor allem durch den Unterhalt der Brückenbauwerke.
Auch der BUND mit seiner Kreisgruppe Landshut, der schon seit Jahrzehnten dieses Thema kritisch begleitet, und schon beim Bürgerentscheid 2012 gegen den Bau einer Westtangente war, bleibt bei seiner ablehnenden Haltung und fordert den Ausbau des ÖPNV-Angebots sowie anstalle einer Westtangente die Errichtung einer Osttangente Landshut. Im Falle des Zustandekommens eines Bürgerbegehrens wird eine von neutraler Stelle organisierte Podiumsdiskussion zur Meinungsbildung gefordert. Auch die Bund Naturschutz-Ortsgruppe Tiefenbach-Ast lehnt eine Westtangente ab, da man bei einer Weiterführung durch den Landkreis eine Zerschneidung des Gemeindegebietes Tiefenbachs mit negativen Auswirkungen auf die Lebensqualität von Mensch-, Tier- und Pflanzenwelt befürchtet.
2012 war auch der Landkreis Landshut dem Vorhaben ablehnend gegenübergestanden, zeigt sich aber 2017 offen für ein solches Projekt.
Die im März 2017 gegründete Bürgerinitiative „Pro Lebensraum Isar und Flutmulde – contra Westtangente“ kritisiert eine „Verlärmung“ der Isarau durch eine Westtangente, so wie deren hohen Kosten und geringe verkehrliche Wirkung.

## Sonstiges
Parallel zu den beiden Bürgerbegehren für eine Westumfahrung beziehungsweise dagegen, ein Verkehrsprojekt, welches aus Sicht der jeweiligen Organisatoren entweder einen Beitrag zur Verbesserung der verkehrlichen Situation in Landshut darstellt oder nicht, fand eine weitere Unterschriften sammlung für ein drittes Bürgerbegehren statt, mit dem Ziel die verkehrliche Situation in Landshut durch einen Ausbau des ÖPNV zu verbessern. Am 14. Juli 2017 übergaben die Vertreter der Bürgerinitiativ „Mehr ÖPNV – gut gegen Stau“ rund 4400 Unterschriften an Oberbürgermeister Putz. Auf seiner Sitzung am 28. Juli befand der Stadtrat das Bürgerbegehren für zulässig.
Gemäß Schnellmeldung der Stadt Landshut zu den Bürgerentscheiden am 24. September 2017 stimmten die Wahlberechtigten wie folgt ab:
- Bürgerbegehren für einen Ausbau des ÖPNV: Ja 67,93 % (23.620 Stimmen) / Nein 32,07 % (11.149 Stimmen)

Das notwendige Quorum wurde erreicht, der Bürgerentscheid somit positiv entschieden.